# Nitad (musikgrupp)
Nitad är ett svenskt hardcorepunk band bildat i Stockholm 2005. Bandet slutade spela aktivt 2012 men har sedan 2015 gjort enstaka återföreningskonserter. 
Innan gruppen bildades hade medlemmarna spelat i bland annat Nine, Dim's Rebellion och Bad News. Målet var att göra kompromisslös punk/hardcore i samma anda som amerikanska hardcoreband som Zero Boys, M.I.A., Negative Approach och liknande band från tidigt 1980-tal . Med den skillnaden att man skulle ha svenska texter. Bandet drog därför också influenser från tidiga svenska hardcorepionjärer som Raped Teenagers och Rövsvett. Bandets texter behandlade ämnen som vardagstristess, alkohol, droger och utanförskap.
Bandet spelade flitigt runt om i Sverige och under bandets första period 2005 - 2012 genomförde bandet en rad olika turnéer. Bland annat spelade de i Tyskland, Danmark, Polen, Slovakien, Ungern, Frankrike, Nederländerna, Finland, USA, Kanada och Brasilien. Nitad var, tillsammans med hardcore bandet Insrugent Kid från Umeå, det sista bandet att spela i det nu rivna Ungdomshuset i Köpenhamn 2007. 
Efter en europaturné 2012 meddelade bandet under senhösten via sin Facebook-sida att de skull att ta en paus på obestämd tid . Tre år senare den 24 April 2015 återförenades bandet för att göra en sista spelning på Debaser i Stockholm. Men under 2018 gjorde bandet återigen en konsert och har spelat en handfull konserter efter detta. 

## Medlemmar
- Andreas Modin - Sång
- Benjamin Vallé - Gitarr
- Henrik Höckert - Bas
- Viktor Bergman - Trummor

## Diskografi
- Världen måste dö 7" (2007, Deranged Records)
- Nitad / Kvoteringen Split MCD (2007, MCR Company)
- Ge oss mer 7" (2007, Kranium (skivbolag))
- Mina tankar 7" (2008, Kranium (skivbolag))
- Ibland kan man inte hindra sig själv CD/LP (2008, Kranium (skivbolag) / Deranged Records)
- Nu börjar minnena komma tillbaka 7" (2009, No Way Records)
- "Ge oss mer" 7" (2009 ÅTERPRESS,  No Way Records)
- Nitad / Kvoteringen - Fuck your scene kid, vol 3 Split 7" (2010, Kranium (skivbolag))
- "Den gudomliga världen" 7" (2010, De:Nihil Records)
- "En ding ding värld" 7" (2011, Adult Crash Records)
- "En samlad värld" CD (2012, Too Circle Records / Karasu Killer Records)
- "Rastlös & Vild" CD/LP (2012, Mourningwood Recordings